# Mietvilla Wasastraße 68 (Radebeul)
Die Mietvilla Wasastraße 68 liegt im Stadtteil Serkowitz der sächsischen Stadt Radebeul. Sie wurde im Dezember 1898 durch den Baumeister Gustav Ziller als Wohnhaus beantragt, bis zum Mai 1900 durch seine Baufirma „Gebrüder Ziller“ errichtet und spätestens am 21. Mai 1900 verkauft.

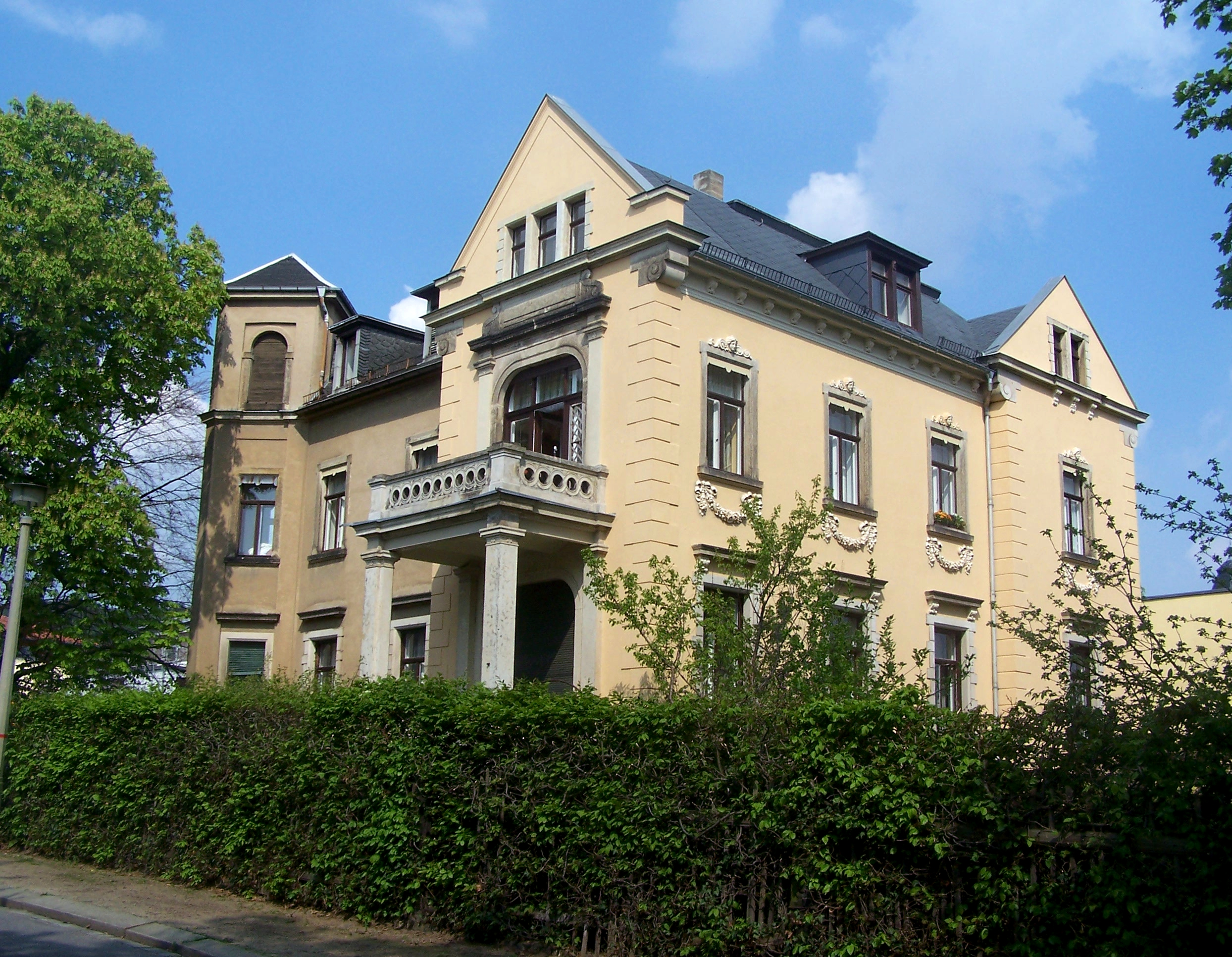
Mietvilla Wasastraße 68

## Beschreibung

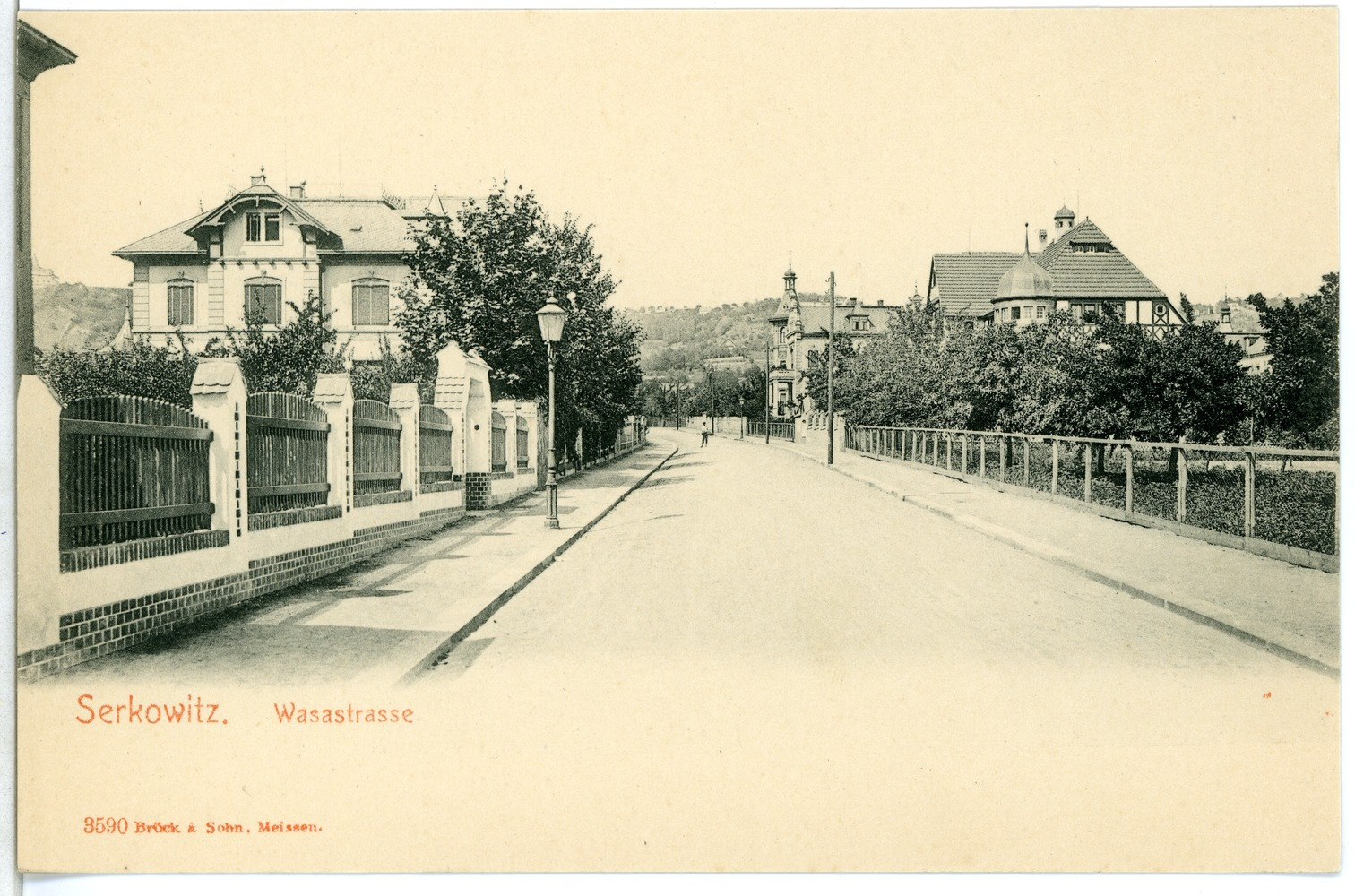
Wasastraße 68 (Bildmitte auf der rechten Straßenseite), 1903. Davor die Wasastraße 64, links die Wasastraße 59

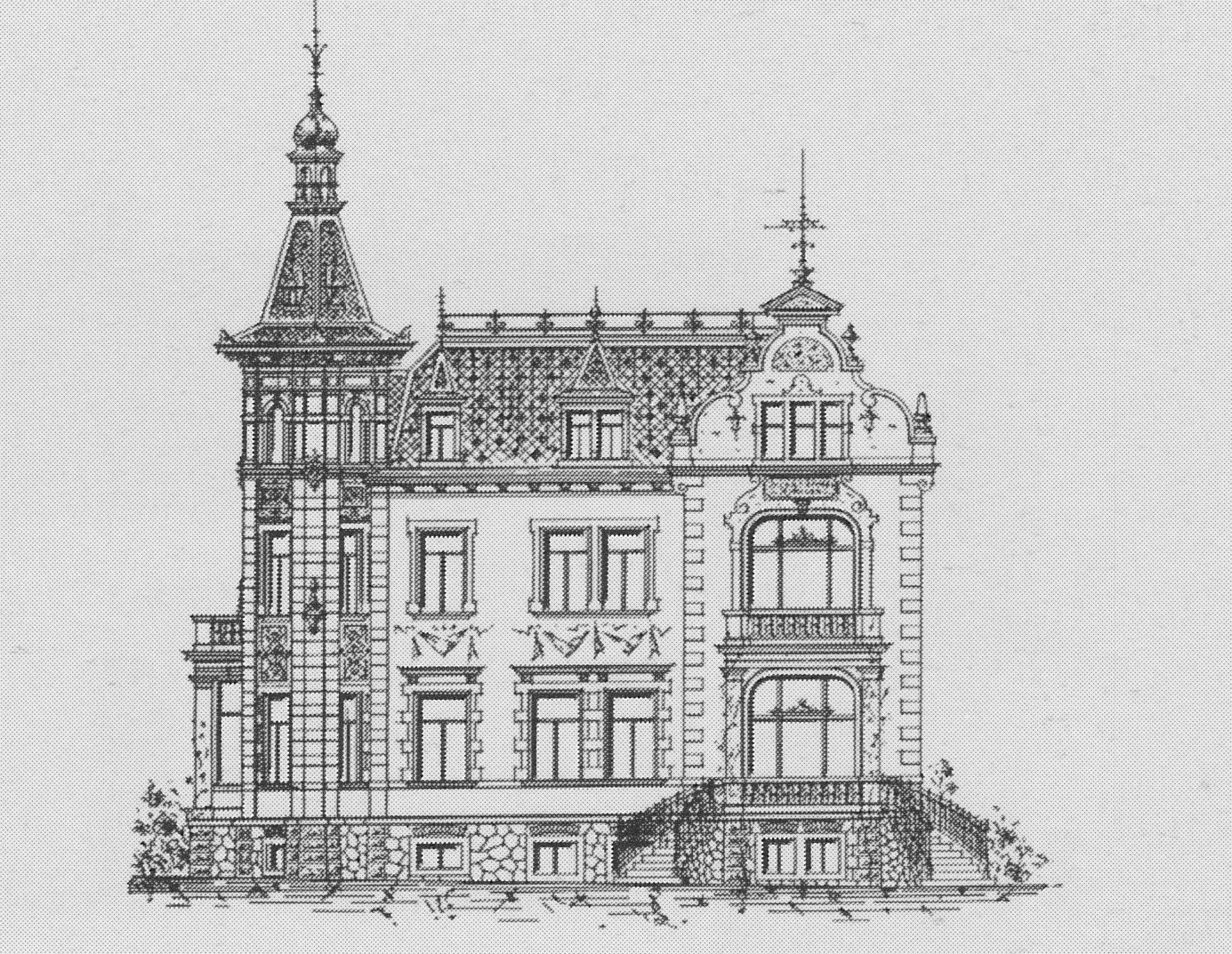
Wasastraße 68, Bauzeichnung

Die große zweigeschossige, mit Einfriedung und Garten unter Denkmalschutz stehende Villa steht auf einem weitläufigen Eckgrundstück Wasastraße/Nizzastraße. Sie wurde auf einem Bruchsteinsockel errichtet und hat ein ausgebautes Plattformdach, das ehemals verschiefert war. In der Hauptansicht zur Wasastraße befindet sich rechts ein breiter Seitenrisalit mit heute dreieckigem Giebel und Satteldach. Der Giebel war im Ursprung ein Volutengiebel. Vor dem Risalit steht eine Terrasse mit einem pfeilergestützten Altan.
In der rechten Seitenansicht, nach Süden, steht rechts, also zur Gebäuderückseite hin, ein schmalerer Seitenrisalit. An der Gebäudekante zwischen Haupt- und linker Seitenansicht steht über Eck ein Turm, heute mit flachem Zeltdach. Dieses ersetzt den ursprünglichen, steilen Helm mit Laterne. In der sich anschließenden linken Seitensicht nach Norden steht der Eingangsvorbau mit einem Altan.
Der inzwischen erheblich reduzierte Putzbau wird nur noch auf der Südseite durch Eckquaderungen und Stuckornamente verziert. Die Fenster werden durch Sandsteingewände eingefasst und durch Verdachungen bekrönt.
Die Einfriedung ist ein Staketenzaun zwischen Sandsteinpfeilern. Der weitflächige Garten ist als denkmalpflegerische Nebenanlage denkmalgeschützt.